# Centro Informazione Protestante Chiese - Sette - Religioni
Il Centro Informazione Protestante Chiese – Sette – Religioni (in tedesco: Evangelische Informationsstelle Kirchen – Sekten – Religionen) è una delle organizzazioni ecclesiastiche più antiche della Svizzera tedesca, che offrono una panoramica completa su questioni relative ai nuovi movimenti religiosi.
Il centro informazioni è gestito dalla Chiesa evangelica riformata del Canton Zurigo e da numerose altre chiese cantonali di lingua tedesca.

## Pubblicazioni
Nel 1969 il fondatore Oswald Eggenberger pubblicò la prima edizione del rapporto intitolato Die Kirchen, Sondergruppen und religiösen Vereinigungen (Le Chiese, i gruppi speciali e le associazioni religiose) di cui curò altre cinque edizioni notevolmente rivedute e ampliate. 
La settima edizione del 2002 è stata completamente riveduta dal team guidato da Georg Schmid e dal figlio, il teologo Georg Otto Schmid, e ripubblicata sotto il titolo Kirchen – Sekten – Religionen (Chiese - Sette - Religioni).
Il centro informazioni pubblica una newsletter trimestrale in cui vengono descritti gli ultimi sviluppi e i nuovi gruppi emersi.
relinfo.ch è un sito web di informazione religiosa in lingua tedesca che descrive numerose comunità, con particolare attenzione ai nuovi movimenti, fornendo la prospettiva critica della Chiesa evangelica riformata.